# 西弗里斯兰

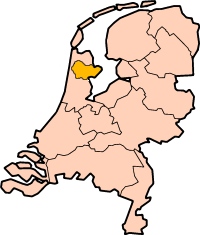
西弗里斯蘭

西弗里斯兰，又依英语译作西弗里西亚，是荷蘭的一個地區，位於荷蘭西北部，屬於北荷蘭省。弗利河在11世紀時的洪水形成了須德海，也將弗里斯兰分成了西弗里斯兰和弗里斯兰兩個地區.。這一地區曾長期是一個自治地區，直到13世紀才被併入荷蘭。

## 外部連結
- The region website （页面存档备份，存于） (in Dutch and partly Westfrisian)

52°41′N 5°00′E / 52.683°N 5.000°E